# 리냐노사비아도로
리냐노사비아도로(이탈리아어: Lignano Sabbiadoro)는 이탈리아 우디네도의 코무네 중 하나이다. 이탈리아 북부 및 아드리아해에서 유명한 여름 휴양지이다.

## 역사
리냐노사비아도로는 20세기 초반에 호화 리조트를 목적으로 세워진 마을이다. 원래 바다를 통해서만 들어갈 수 있었지만, 1931년에 인근 습지의 물이 빠지면서 첫 주민이 들어왔다. 1926년에는 처음으로 다른 마을과 연결된 도로가 건설되었다. 사비아도로는 황금 모래라는 뜻을 가졌으며, 이는 1935년에 홍보를 목적으로 지어진 이름이다.

## 자매 도시
- 오스트리아 아이젠슈타트
- 미국 케첨

## 인물
- 조르조 셰르바넨코 (1911년) ― 범죄 소설 작가
- 마시밀리아노 에스포지토 (1972년) ― 풋볼 선수, 비치사커 선수

## 갤러리

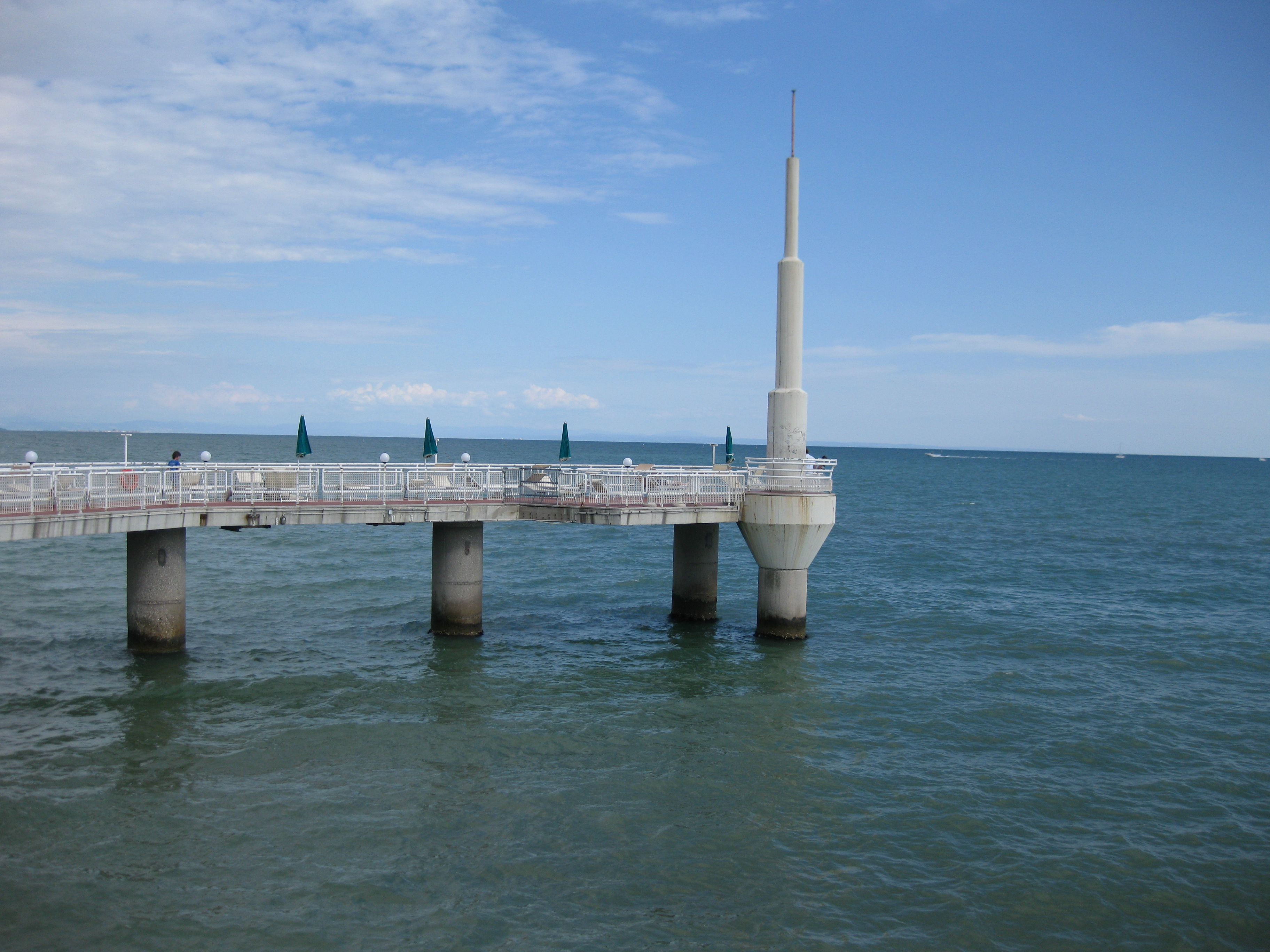
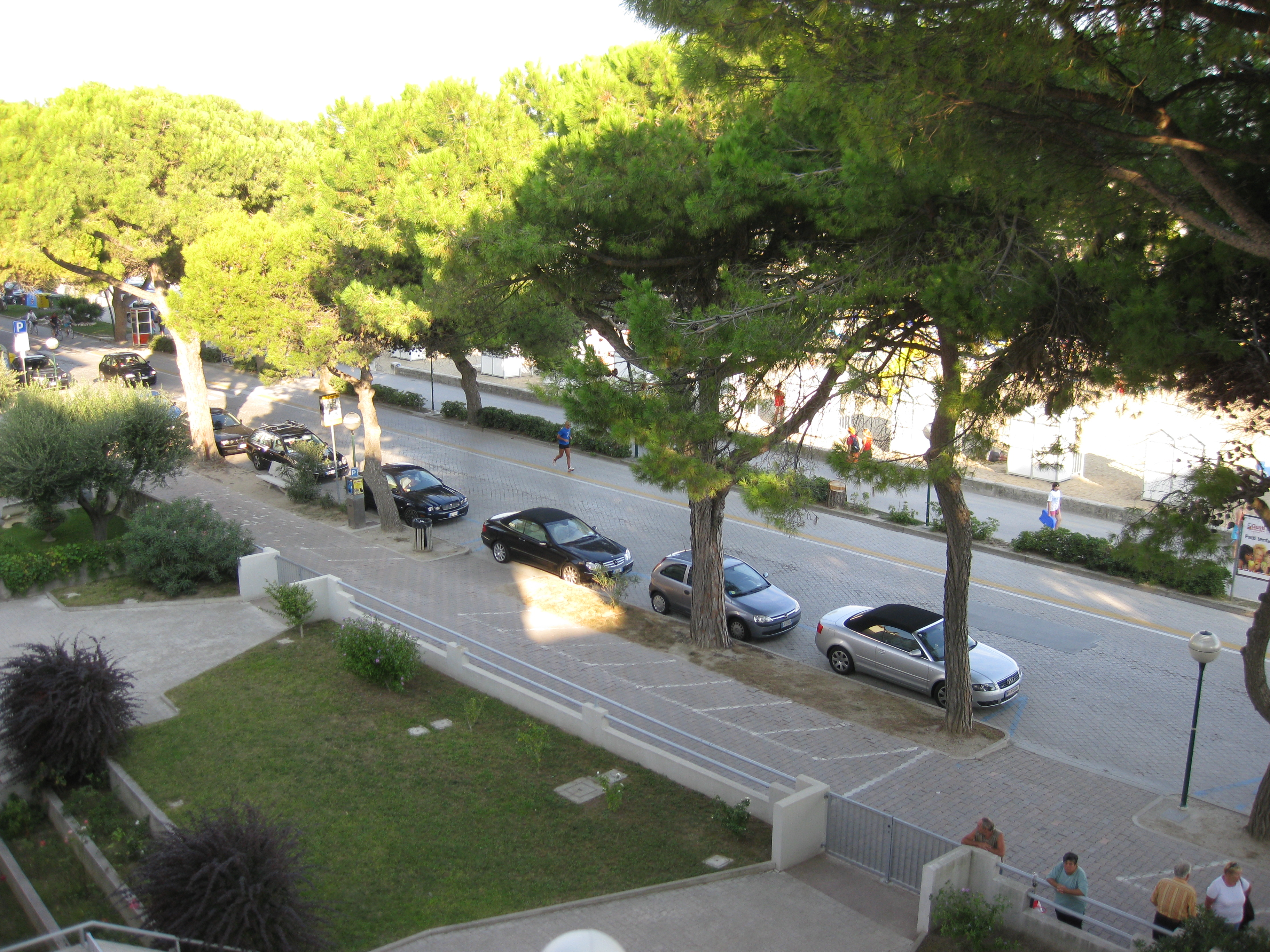
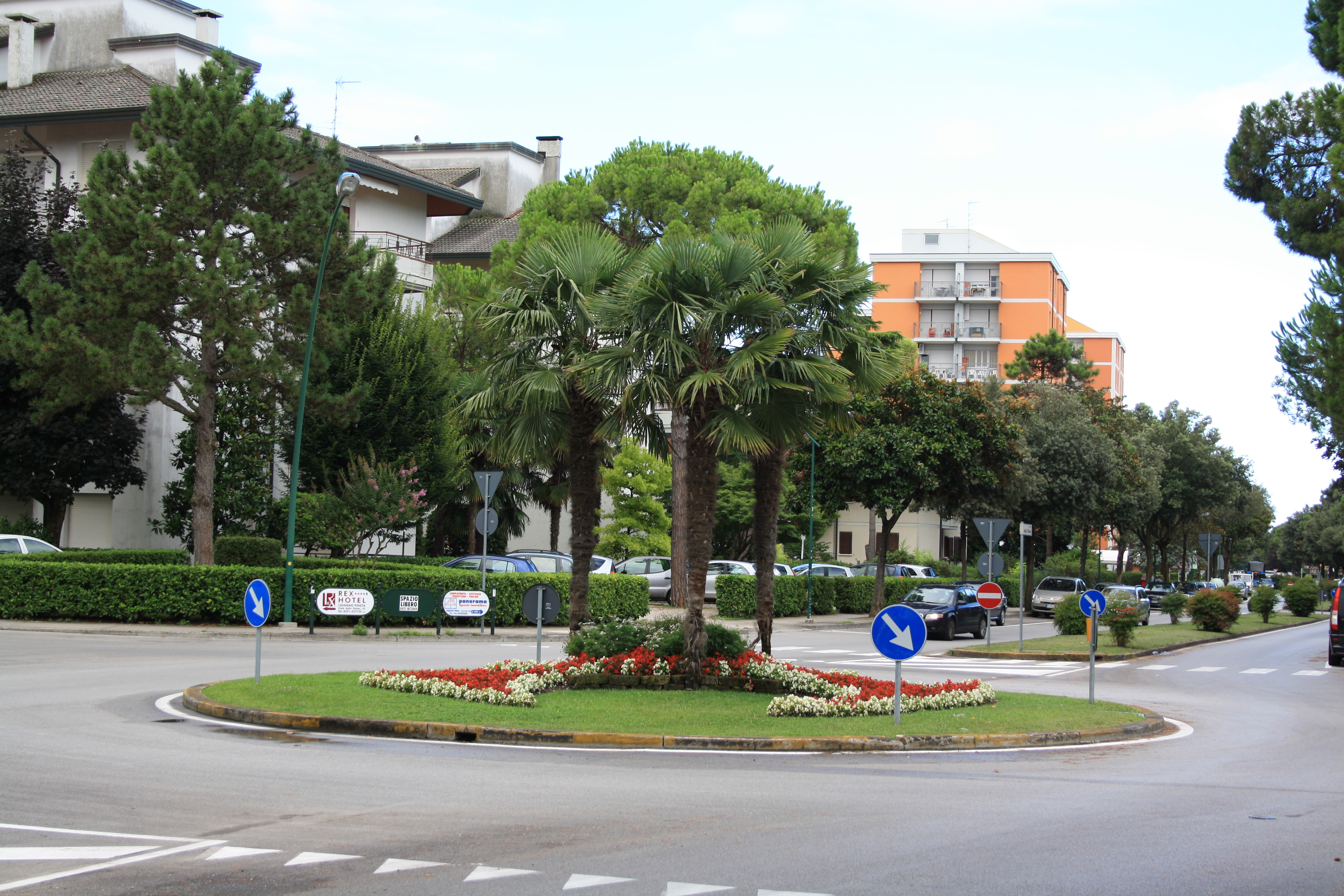
리냐노 피에타의 광장
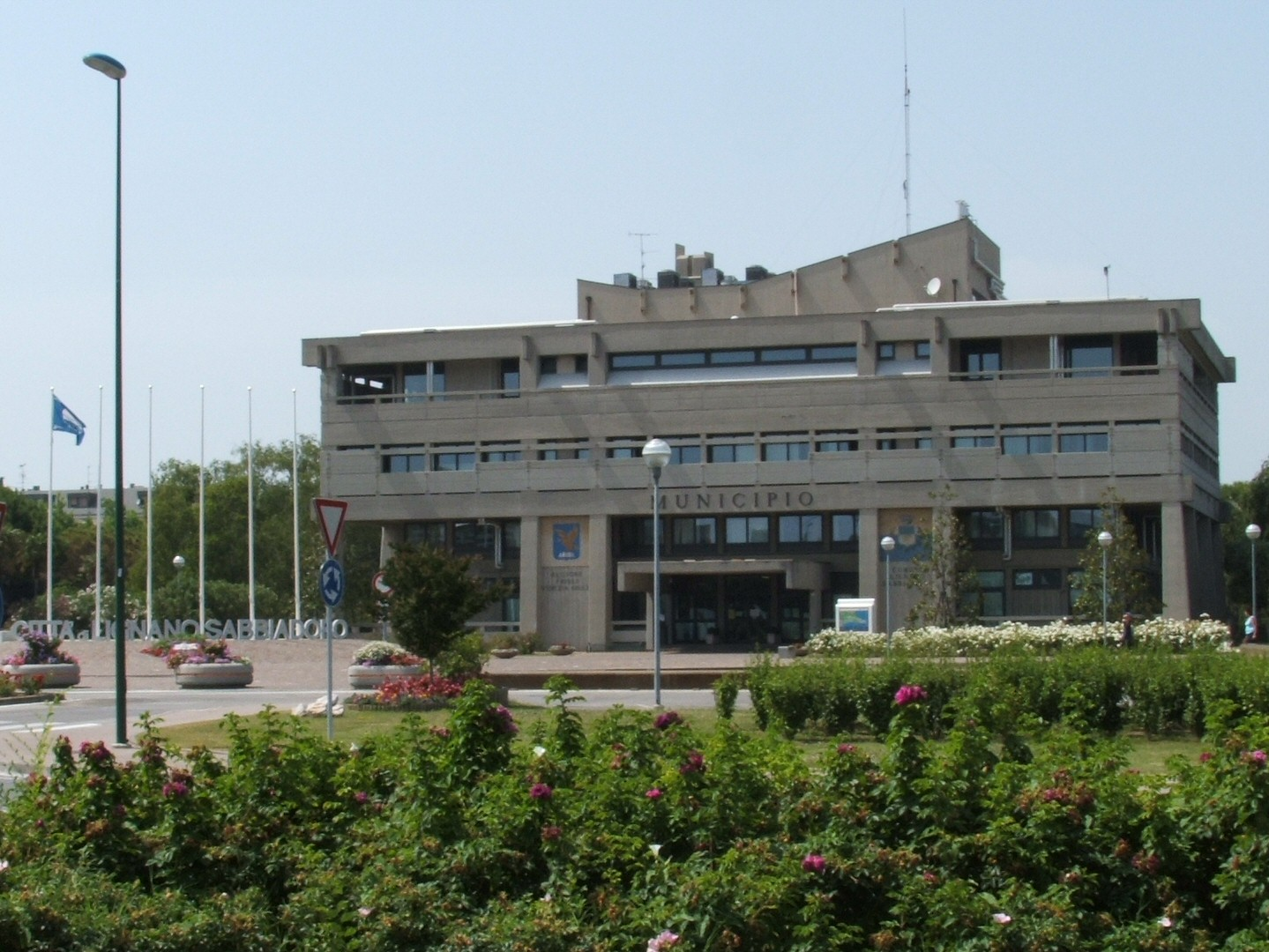
시청
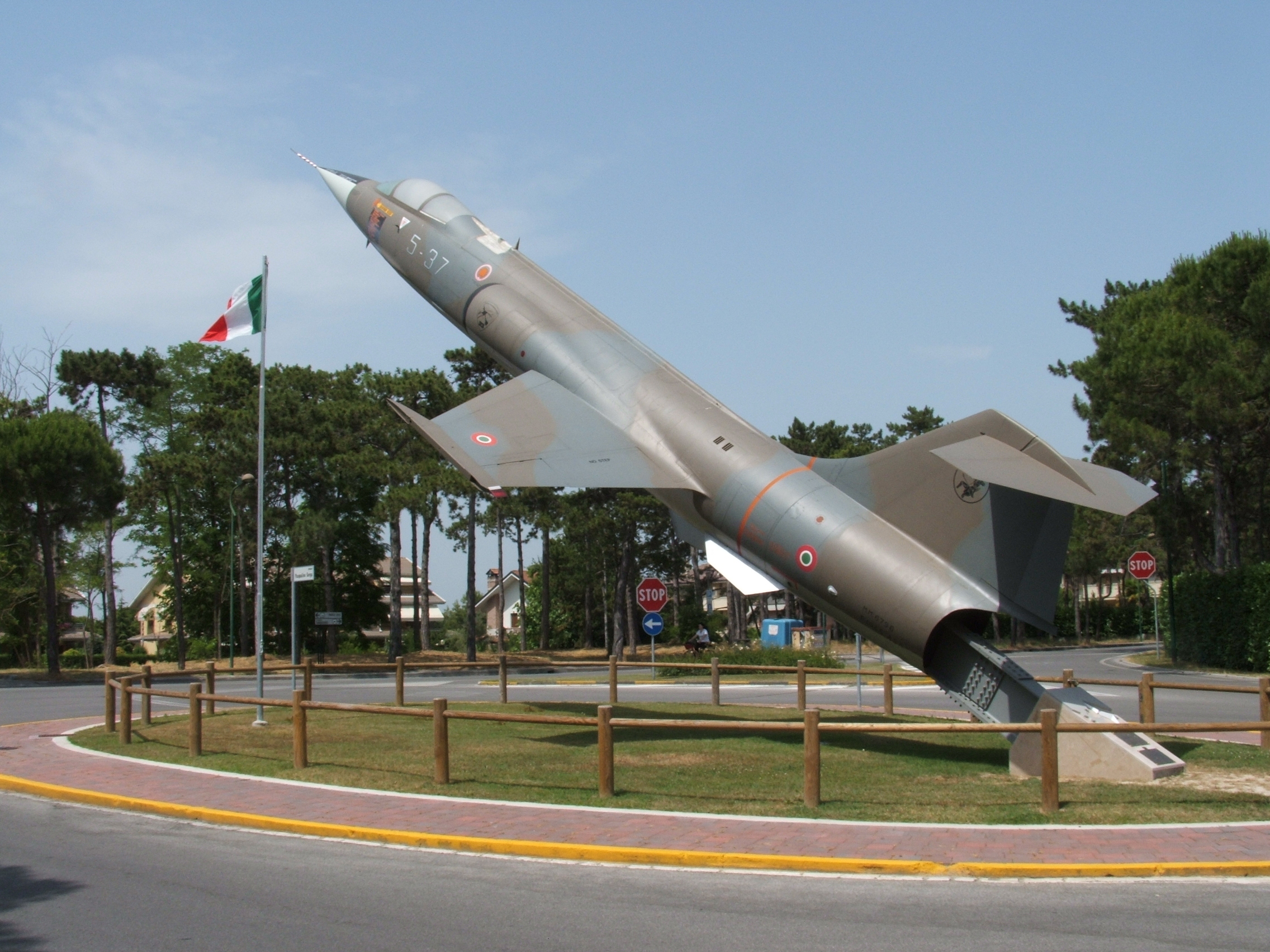
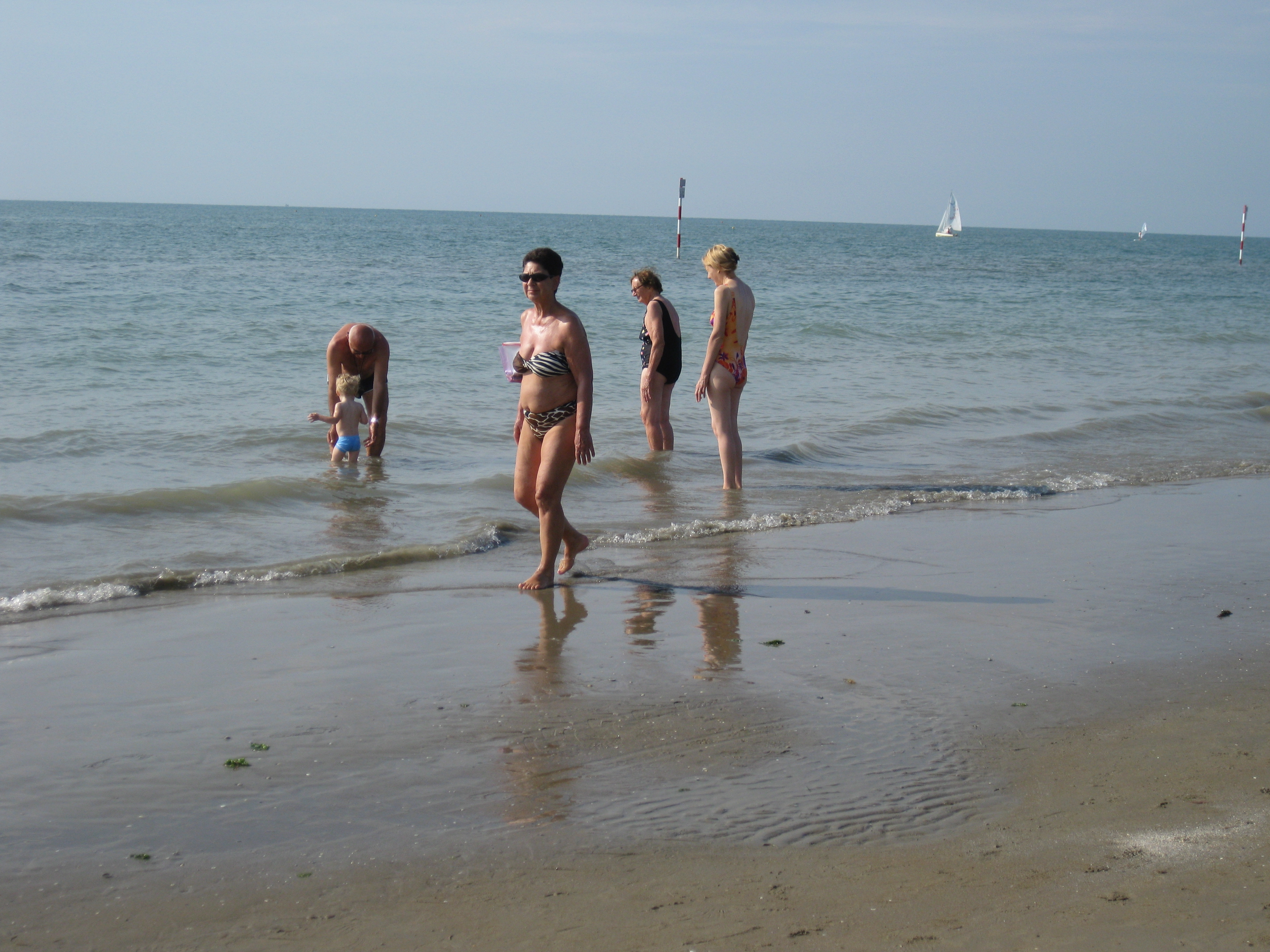
해변 (1)
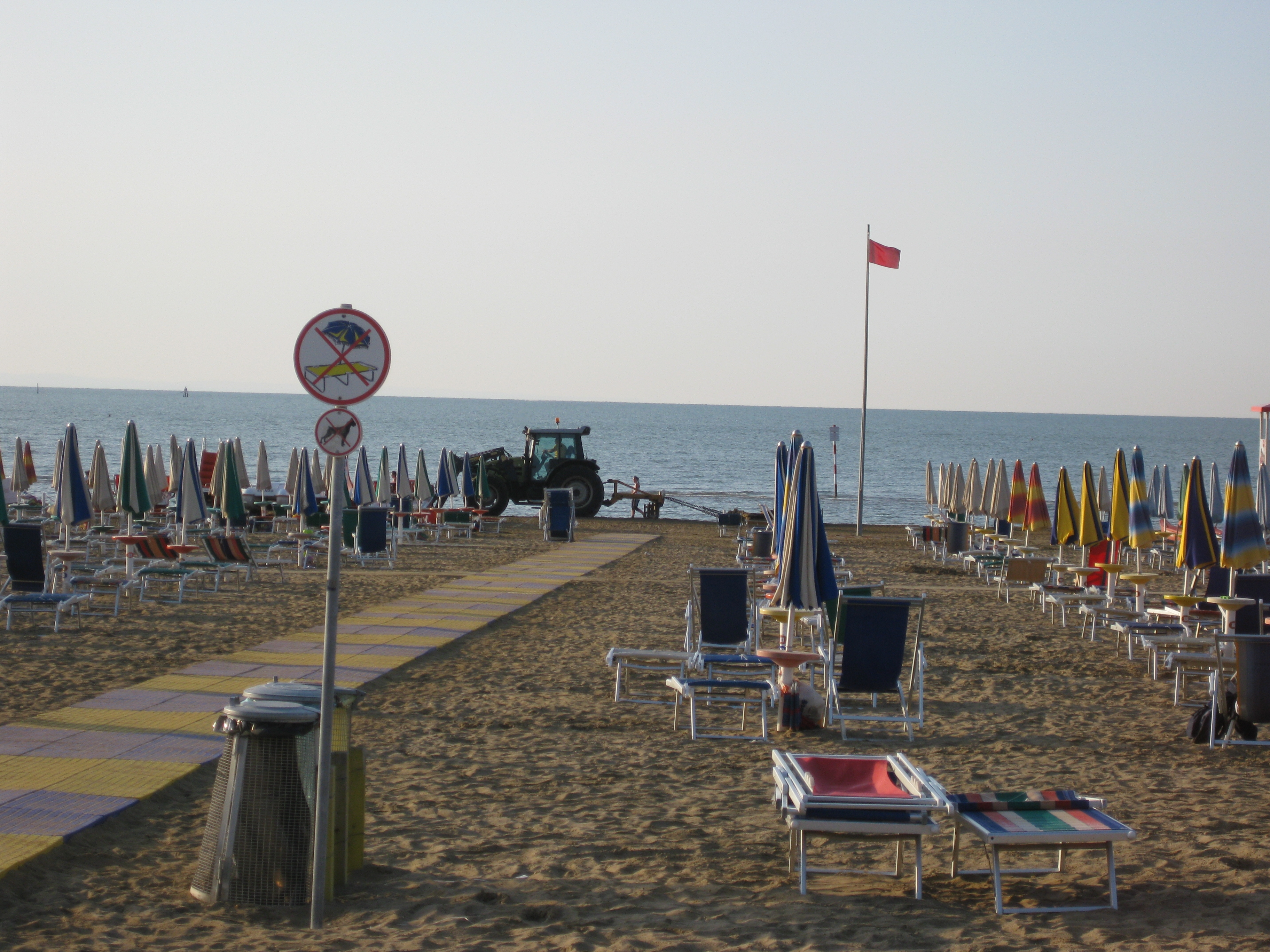
해변 (2)
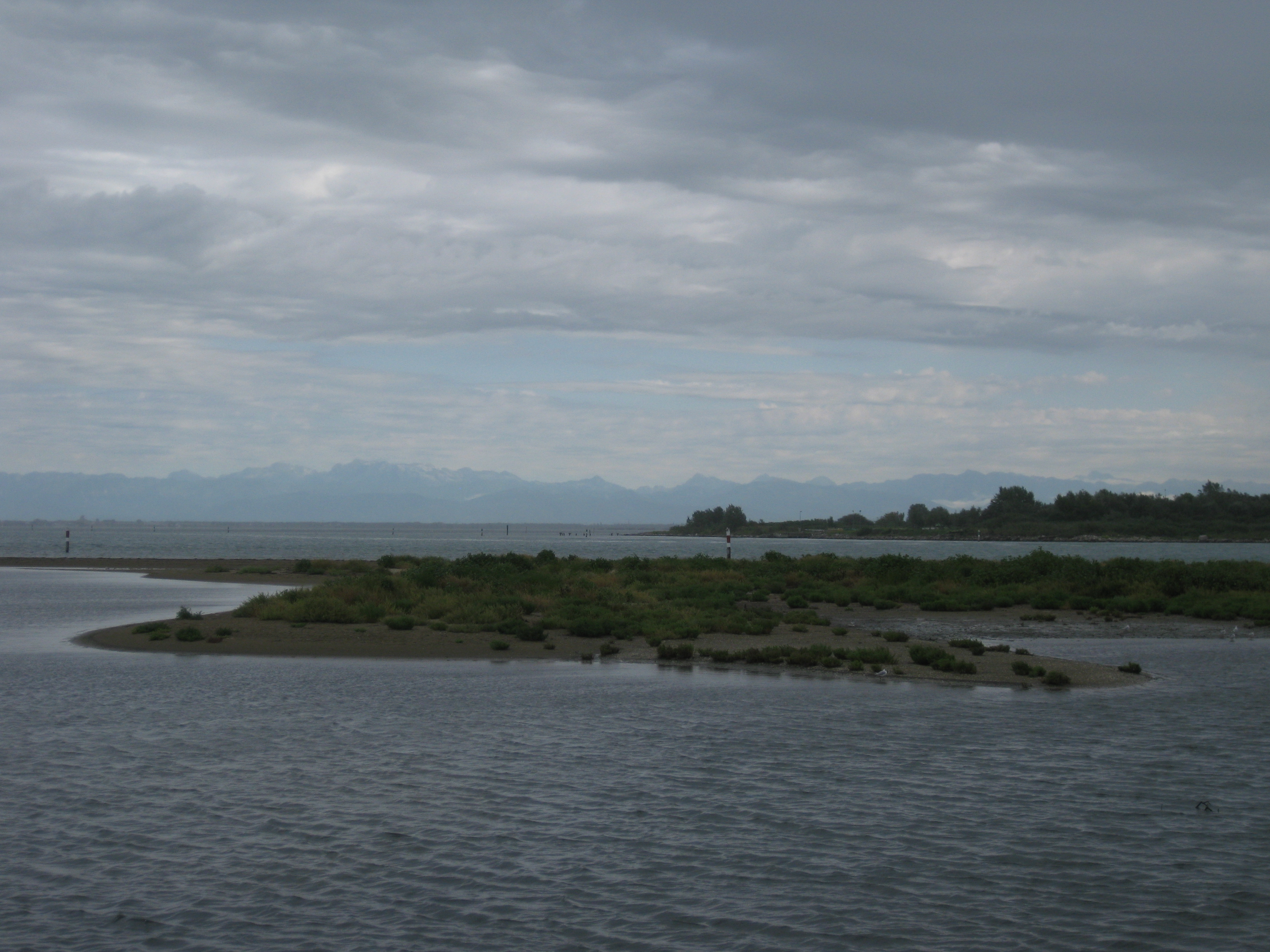
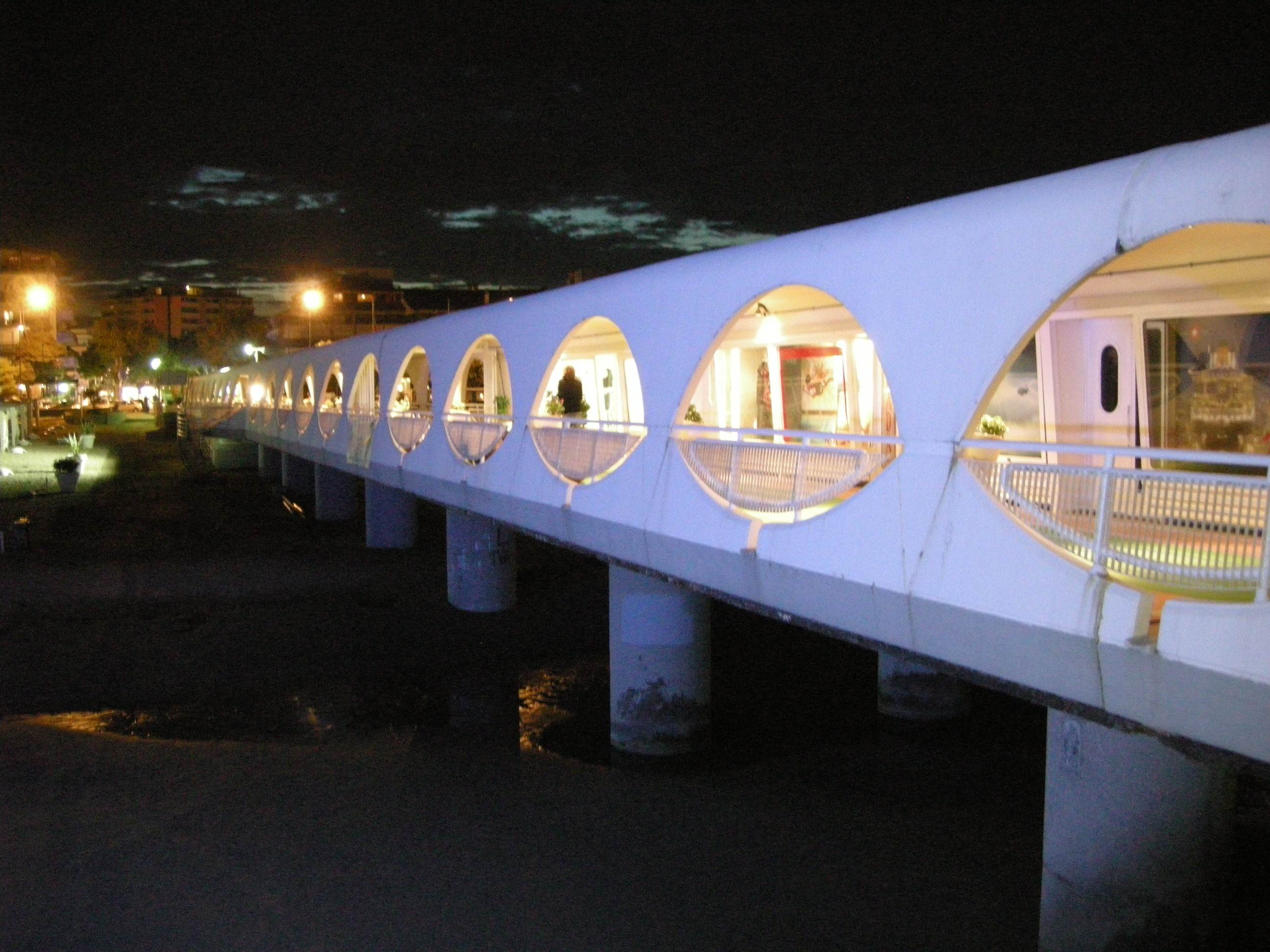
테라차 마레의 보행자 통로
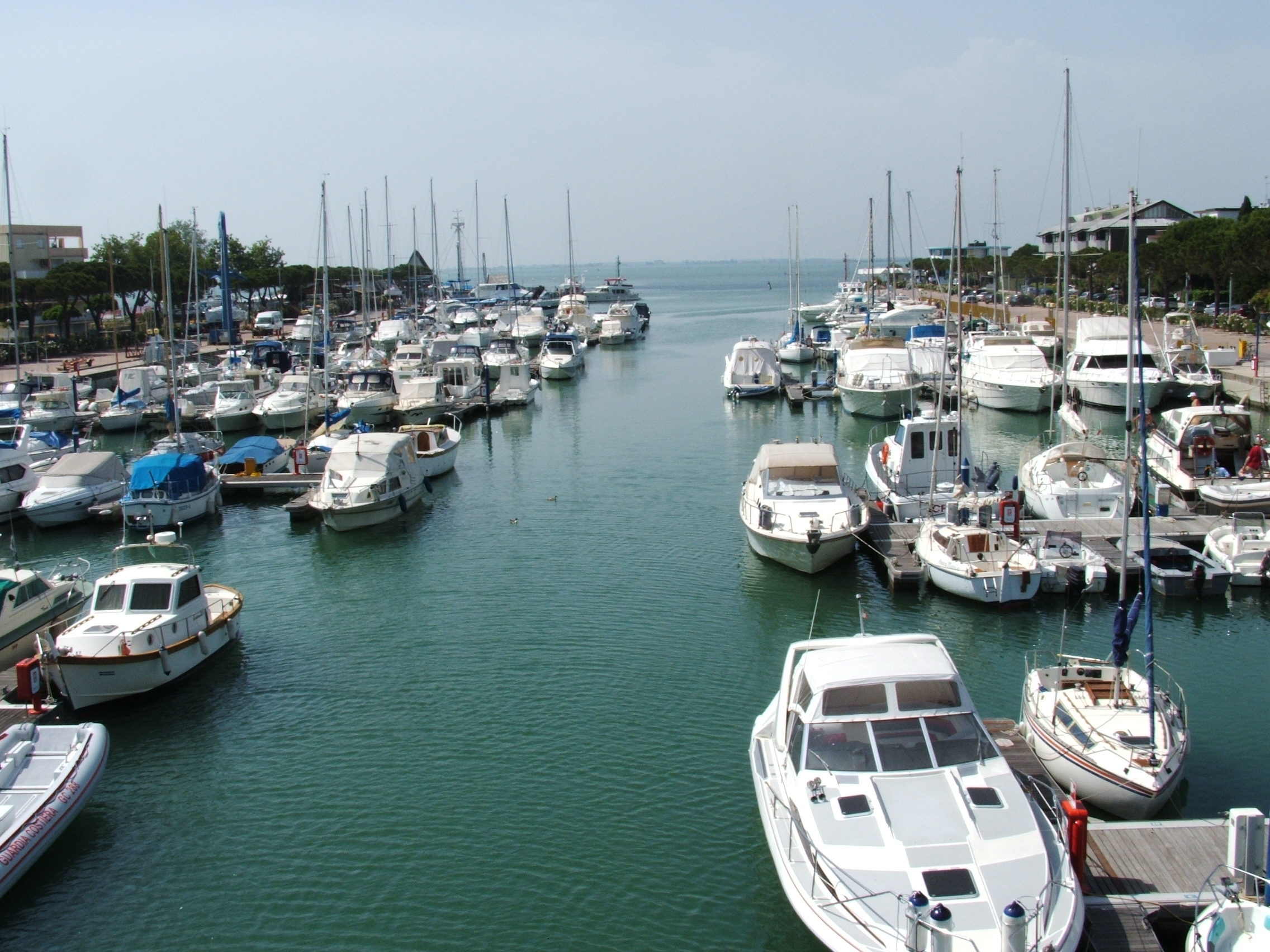
마리나 (1)
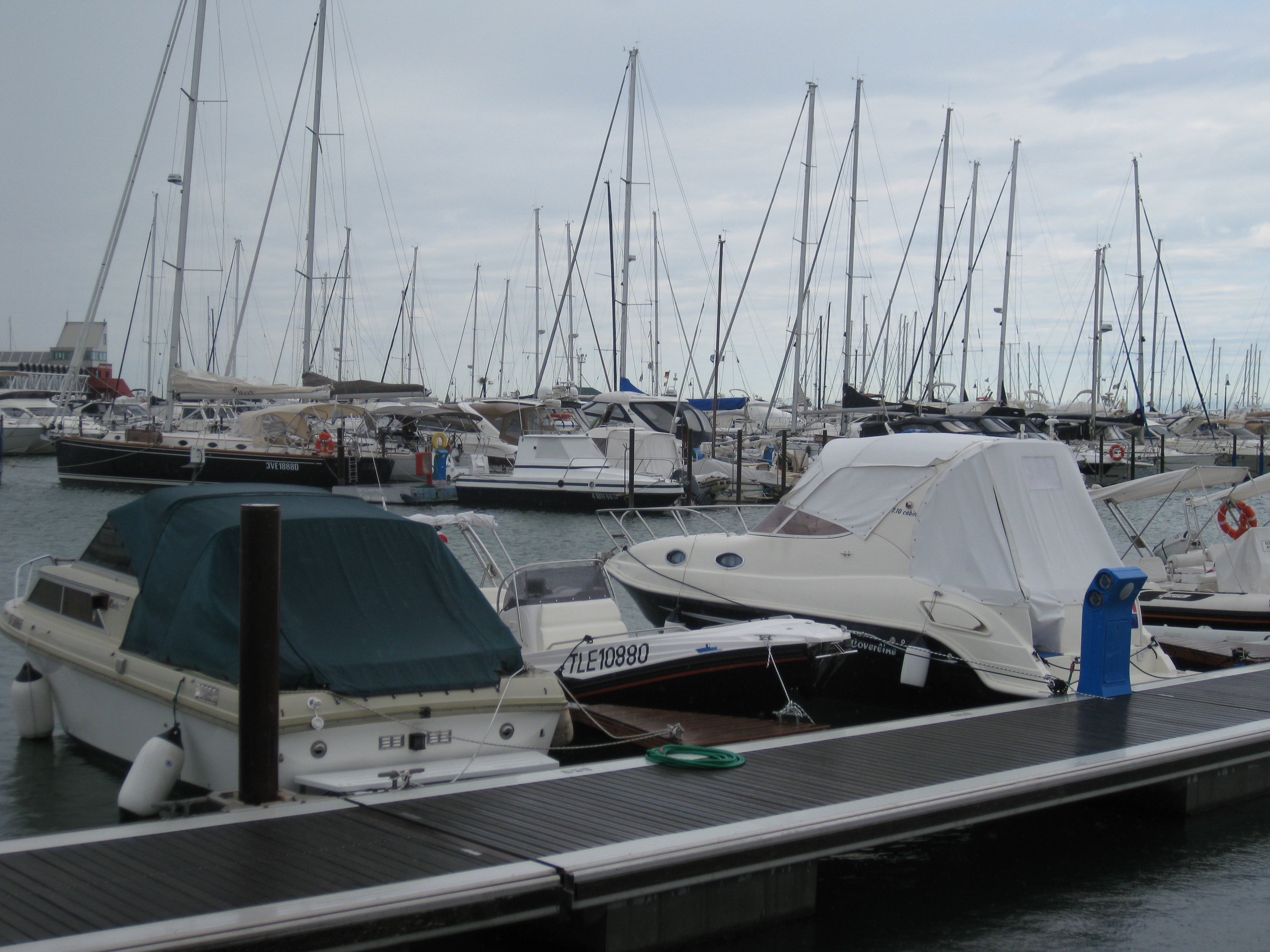
마리나 (2)
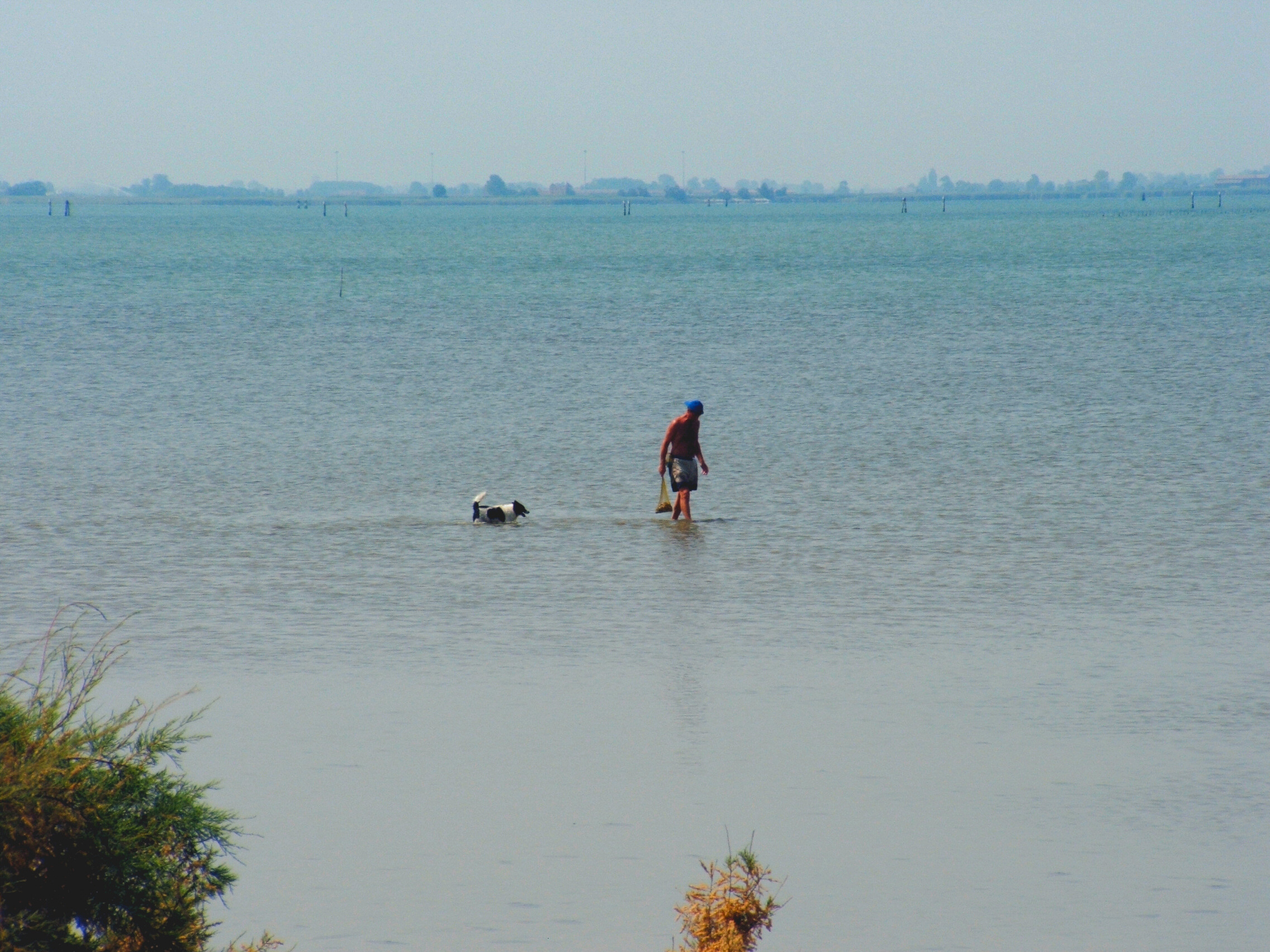
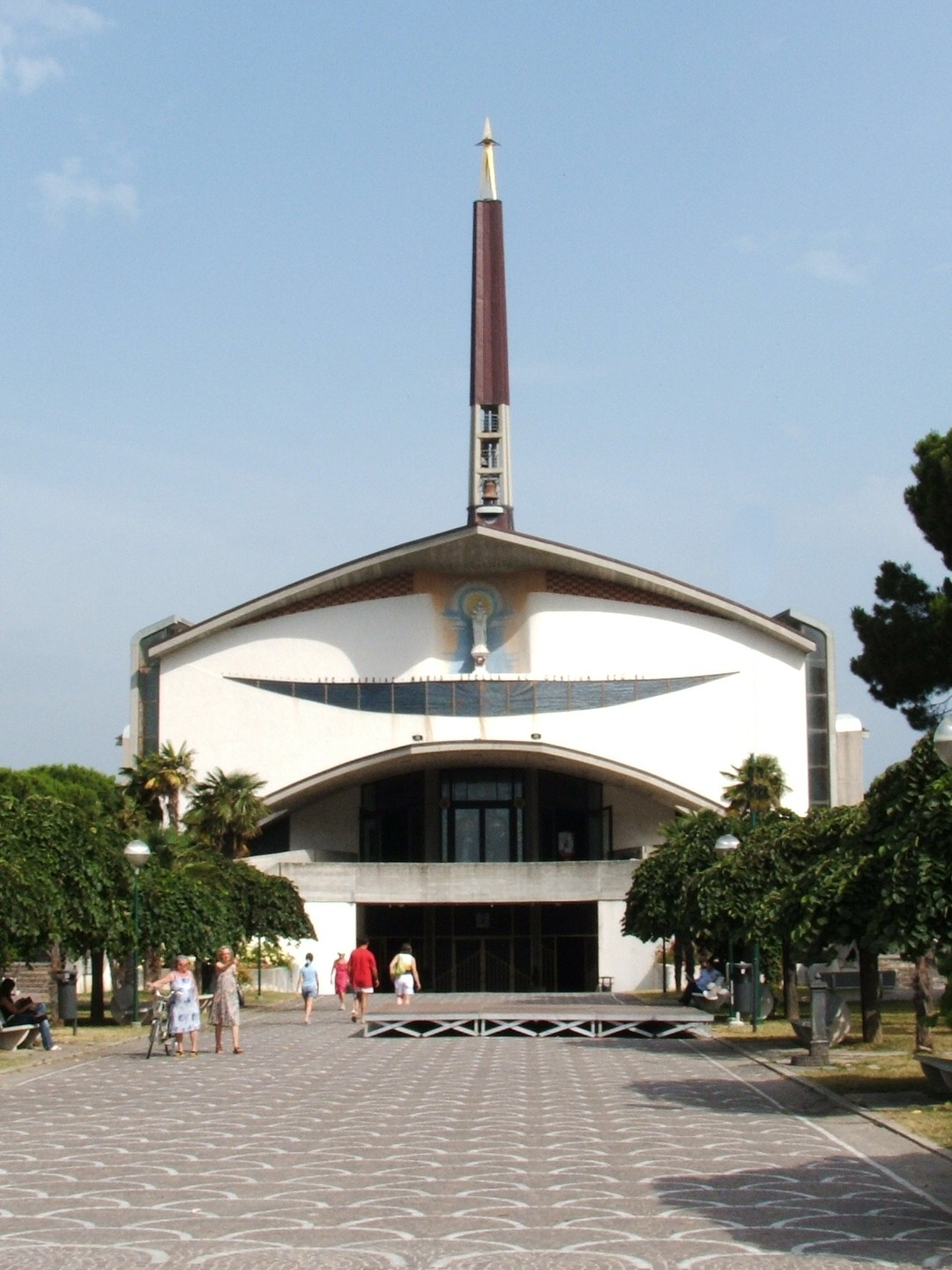
교회
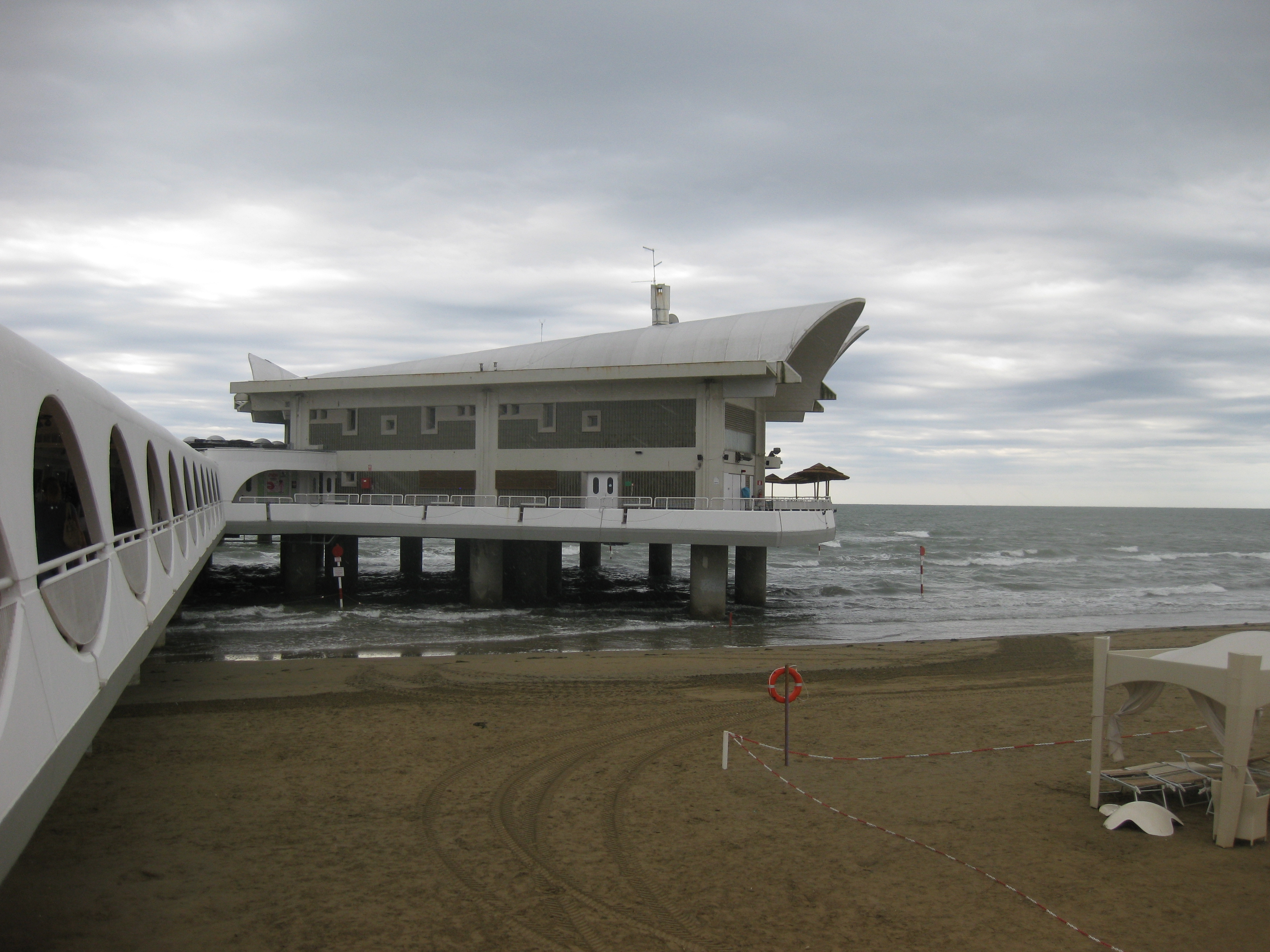
테라차 마레
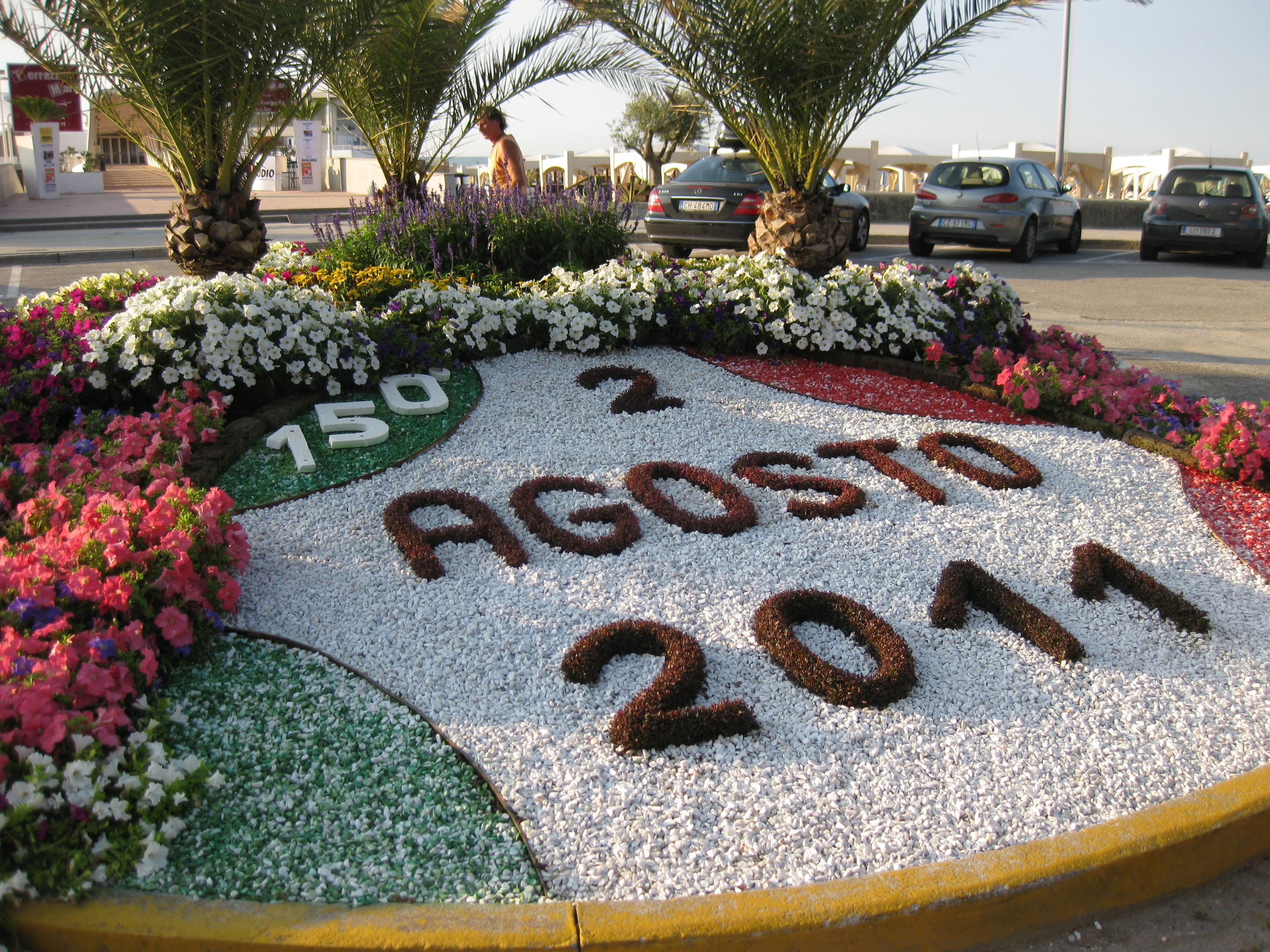

## 같이 보기
- 리냐노 피네타
- 리냐노 리비에라